# Gaston Maugras (historien)
Pour les articles homonymes, voir Gaston Maugras.
Gaston Maugras, né le 16 novembre 1850 à Soissons et mort le 1er novembre 1927 à Paris 7e, est un historien français.

## Biographie
Gaston Maugras a été l'un des premiers historiens du dernier quart du XIXe siècle à travailler sur la société lettrée de la fin de l’Ancien Régime. Il a consacré des années d’étude exclusive ou continue à cette époque.
Maugras s'est d'abord intéressé au duc et à la duchesse de Choiseul, puis au duc de Lauzun, dont il a suivi le parcours à la cour de Louis XV et de Marie-Antoinette.
Après s’être consacré aux demoiselles de Verrières et à la comtesse de Genlis, il s’est intéressé à Voltaire et Rousseau, avant de publier, en collaboration avec Lucien Perey, quatre volumes consacrés à l’abbé Galiani, à la jeunesse et aux dernières années de Louise d'Épinay, enfin à la vie intime de Voltaire aux Délices et à Ferney.
Il a publié deux volumes sur la cour de Lunéville au dix-huitième siècle et sur les dernières années du roi Stanislas. Il écrit ensuite un ouvrage sur la marquise de Boufflers et son fils le chevalier de Boufflers, puis, en collaboration avec le comte Pierre de Croze-Lemercier, un volume sur Delphine de Sabran, comtesse de Custine.
Dans la nécrologie publiée par Hubert Morant en novembre 1927 dans le Journal des débats politiques et littéraires, le rédacteur insiste sur la clarté et le soin apporté à la rédaction des ouvrages de Maugras, lequel utilisait beaucoup de citations et d'extraits de correspondances d'époque pour, selon la nécrologie, faire entendre les protagonistes de l'histoire eux-mêmes.

## Publications partielles
- La Fin d’une société : Le Duc de Lauzun et la cour intime de Louis XV, Paris, Edmond Plon, Nourrit et Cie, 1893, vii-471 p., in-8°, portrait (OCLC 490818400, lire en ligne sur Gallica).
- La Fin d’une société : Le Duc de Lauzun et la cour de Marie-Antoinette, Paris, Edmond Plon, Nourrit et Cie, 1909, 11e éd., iii-551, in-16 (OCLC 14007604, lire en ligne sur Gallica).
- Le Duc et la Duchesse de Choiseul : leur vie intime, leurs amis et leur temps  (avec des gravures hors texte et un portrait en héliogravure), Paris, Plon-Nourrit et Cie, 1902, viii-473, 1 vol. pl., portraits ; in-8° (OCLC 314027663, lire en ligne sur Gallica).
- La Duchesse de Choiseul : et le patriarche de Ferney, t. 9, Paris, Calmann-Lévy, 1889, 190 p., v. ; in-16 (OCLC 461674753, lire en ligne).